# آرنه مونسون
آرنه مونسون (سوئدی: Arne Månsson; ۱۱ نوامبر ۱۹۲۵ – ۱۱ ژانویهٔ ۲۰۰۳) بازیکن فوتبال اهل سوئد بود.
از باشگاه‌هایی که در آن بازی کرده‌است می‌توان به باشگاه فوتبال مالمو اشاره کرد.
وی همچنین در تیم ملی فوتبال سوئد بازی کرده‌است.